# Chorso
 (septembre 2021).
Si vous disposez d'ouvrages ou d'articles de référence ou si vous connaissez des sites web de qualité traitant du thème abordé ici, merci de compléter l'article en donnant les références utiles à sa vérifiabilité et en les liant à la section « Notes et références ».
Chorson (également orthographié Tercin, Torson, Torso ou Chorso) fut le premier comte (ou duc) de Toulouse des alentours de 778 aux alentours de 790.

## Biographie
On ne connaît que peu de choses de sa vie. Chorson était un Franc et pourrait avoir participé à la conquête de l'Aquitaine au côté de Pépin le Bref vers 767-768. Son nom est mentionné dès 778 comme comte de Toulouse dans la liste des comtes appelés par Charlemagne pour la naissance de son héritier, Louis le Pieux.
Il est appelé Chorso dux Tholosanus par L'Astronome dans sa Vita Hludovici (789). Torson était régent d'Aquitaine durant les premières années du règne de Louis le Pieux jusqu'en 781, date à laquelle ce dernier lui succède à ce poste. Après la bataille de Roncevaux en 778, les Vascons pénétrèrent en Aquitaine. 
En 785, il fait la conquête de la ville de Gérone et de sa région, qui est confiée avec le Besalú et Empúries au noble goth Rostaing qui a ensuite participé au siège et à la prise de Barcelone en 801. Mais en 787 ou 788, il est capturé par le Vascon Adalric (en) et fait serment d'allégeance au duc de Vasconie, Loup II, lequel le libère une fois l'hommage prononcé.
Adalric est banni de l'Aquitaine par Louis le Pieux pour sa mauvaise action.
Depuis Worms, Charlemagne nomme alors son successeur en la personne de Guillaume de Gellone.
On ne connaît rien de la fin de sa vie.